# Four Sons
Four Sons è un film del 1940 diretto da Archie Mayo.
È un film drammatico statunitense con Don Ameche, Eugenie Leontovich e Mary Beth Hughes. È ambientato durante la seconda guerra mondiale al momento dell'invasione nazista della Cecoslovacchia.
Four Sons è il remake di L'ultima gioia (Four Sons) del 1928 (a sua volta basato sul racconto Grandmother Bernle Learns Her Letters di I. A. R. Wylie pubblicato la prima volta sul Saturday Evening Post nel 1926).

## Produzione
Il film, diretto da Archie Mayo su una sceneggiatura di John Howard Lawson e Milton Sperling con il soggetto di I.A.R. Wylie (autore del racconto), fu prodotto da Darryl F. Zanuck per la Twentieth Century Fox Film Corporation e girato dal 1 aprile 1940 al 10 maggio 1940.

## Distribuzione
Il film fu distribuito negli Stati Uniti dal 14 giugno 1940 (première a New York il 7 giugno 1940) al cinema dalla Twentieth Century Fox. È stato distribuito anche in Messico con il titolo Eran cuatro hijos.